# Herrschaft Werenwag
Die Herrschaft Werenwag, die sich auf der Nordseite der Donau bis auf den Heuberg erstreckte, hatte einst ihr Machtzentrum im Schloss Werenwag. Heute gehört das Schloss dem Haus Fürstenberg.
Die Herrschaft wurde 1392 von Herzog Leopold IV. von Habsburg aus dem Schloss Werenwag und den Dörfern Kolbingen, Renquishausen, Schwenningen, Hartheim, Heinstetten, Ehestetten und Unterdigisheim neu gebildet. Während Kolbingen und Renquishausen Teil der österreichischen Herrschaft Hohenberg gewesen waren, gehörten die übrigen Dörfer zu der ritterschaftlichen Herrschaft Werenwag.
Die neugebildete Herrschaft wurde 1392 von Leopold an die Herren von Hörningen (Herrlingen, Gde. Blaustein) verpfändet, von denen sie 1467 als Lehen an  Kaspar von Laubenberg kam. Nach dem Aussterben der von Laubenberg fiel sie 1629 als österreichisches Lehen an die  Grafen zu Fürstenberg, die bereits 1613 eine Anwartschaft auf die Herrschaft erworben hatten. Kaiserliche Missgunst und innerfamiliäre Streitigkeiten im Haus Fürstenberg führten zu einem Lehensprozess, in dessen Folge die Fürstenberger das Lehen 1699 zurückgeben mussten. Kurze Zeit später, 1702, verpfändeten die Habsburger die Herrschaft zusammen mit der Herrschaft Hohenberg auf vierzig Jahre an Johann Ludwig Konstantin Euchar von Ulm-Erbach. Als Österreich jedoch schon 1722 die Herrschaft Hohenberg wieder in die eigene Verwaltung zurücknahm, erhielt die Familie von Ulm-Erbach die Herrschaft Werenwag zum Ausgleich als habsburgisches Mannlehen (zusammen mit den Herrschaften Poltringen und Kallenberg).
1810 wurde das Territorium der Herrschaft Werenwag, das fünf Jahre vorher zunächst an Württemberg gefallen war, aufgeteilt. Werenwag mit dem Schloss sowie die Ortschaften Langenbrunn, Schwenningen, Heinstetten und Hartheim fielen an Baden, während Kolbingen, Renquishausen und Unterdigisheim endgültig bei Württemberg verblieben. Finanzielle Schwierigkeiten zwangen die Herren von Ulm-Erbach, die verbliebenen Liegenschaften und Herrschaftsrechte 1830 an Fürst Karl Egon II. zu Fürstenberg zu verkaufen, dessen Familie den Verlust der Herrschaft 1699 nie verwunden hatte. Die Burg Werenwag ist bis heute im Besitz der Fürsten zu Fürstenberg.
Das Archiv der Herrschaft befindet sich heute überwiegend im Fürstlich Fürstenbergischen Archiv Donaueschingen; kleinere Teile im Archiv der Freiherren von Ulm-Erbach in Schloss Erbach. Die Gegenakten der vorderösterreichischen und der badischen Regierung liegen im Hauptstaatsarchiv Stuttgart und im Generallandesarchiv Karlsruhe.